# O Centenário Que Fugiu pela Janela e Desapareceu
O Centenário Que Fugiu pela Janela e Desapareceu (em sueco:  Hundraåringen som klev ut genom fönstret och försvann; em alemão:  Der Hundertjährige, der aus dem Fenster stieg und verschwand; em francês:  Le Vieux qui ne voulait pas fêter son anniversaire) é um filme de comédia franco-teuto-sueco de 2013 dirigido por Felix Herngren, baseado no livro homônimo. Foi apresentado originalmente em 25 de dezembro de 2013 no Festival de Berlim. Recebeu uma indicação ao Oscar 2016, na categoria de melhor cabelo ou maquiagem.

## Elenco
- Robert Gustafsson - Allan Karlsson
- Iwar Wiklander - Julius
- David Wiberg - Benny
- Mia Skäringer - Gunilla
- Jens Hultén - Gäddan
- Bianca Cruzeiro - Caracas
- Alan Ford - Pim
- Sven Lönn - Hinken
- David Shackleton - Herbert Einstein
- Georg Nikoloff - Popov
- Sibylle Bernardin - Amanda Einstein